# Marcus Acilius Glabrio (Konsul 256)
Marcus Acilius Glabrio war ein römischer Politiker. Im Jahr 256 n. Chr. bekleidete er zusammen mit Lucius Valerius Maximus das Konsulat.
Über seine Laufbahn ist weiter nichts bekannt. Sein Name ist durch eine Inschrift bezeugt.